# Streptanthus callistus
Streptanthus callistus är en korsblommig växtart som beskrevs av J.L. Morrison. Streptanthus callistus ingår i släktet Streptanthus och familjen korsblommiga växter. Inga underarter finns listade i Catalogue of Life.